# Sinduadi
Sinduadi is een bestuurslaag in het regentschap Sleman van de provincie Jogjakarta, Indonesië. Sinduadi telt 47.875 inwoners (volkstelling 2010).